# Șanțul limitant al fosei romboidale
Șanțul limitant al fosei romboidale (Sulcus limitans fossae rhomboideae) sau șanțul limitant al ventriculului al patrulea (Sulcus limitans ventriculi quarti) sunt două șanțuri laterale longitudinale ale fosei romboidale, aflate lateral de eminența medială, care se extind pe toată lungimea planșeului ventriculului IV. Capătul superior al șanțului limitant se lărgește formând o depresiune triunghiulară la nivelul coliculul facialului numită foseta superioară (Fovea superior). Pe capătul inferior al șanțului limitant se află o depresiune mică la nivelul trigonului nervului hipoglos numită foseta inferioară (Fovea inferior). Șanțul limitant împarte fosa romboidală într-o regiune medială - eminența medială, și o regiune laterală  - aria vestibulară.
Șanțul limitant reprezintă rămășițele unui șanț care împarte rombencefalul embrionar într-o porțiune dorsală numită platoul alar (senzorial) și o porțiune ventrală numită platoul bazal (motor). Poziția șanțului limitant indică separarea nucleelor motorii a nervilor cranieni (situate medial) de nucleele senzoriale a nervilor cranieni (situate lateral).